# Pretty/Groovy
| Recensione | Giudizio |
| ---------- | -------- |
| AllMusic   |          |

Pretty/Groovy è una Compilation del trombettista jazz statunitense Chet Baker, pubblicato dalla casa discografica World Pacific Records nel novembre del 1958.
L'album raccoglie sia brani già pubblicati (nel 1953 sull'album Chet Baker Quartet Featuring Russ Freeman) e sia inediti registrati nel 1953, 1954 e nel 1957.

## Tracce

### LP
Lato A
1. Look for the Silver Lining – 2:37 (testo: Buddy DeSylva – musica: Jerome Kern) – Registrato il 15 febbraio 1954 al Capitol Studios, Los Angeles, California
2. Time After Time – 2:34 (testo: Sammy Cahn – musica: Jule Styne) – Registrato il 15 febbraio 1954 al Capitol Studios, Los Angeles, California
3. Trav'lin' Light – 3:10 (testo: Johnny Mercer – musica: Trummy Young, Jimmy Mundy) – Registrato il 9 dicembre 1957 al Coastal Recording Studios, New York
4. My Funny Valentine – 1:56 (testo: Lorenz Hart – musica: Richard Rodgers) – Registrato il 15 febbraio 1954 al Capitol Studios, Los Angeles, California
5. There Will Never Be Another You – 2:59 (testo: Mack Gordon – musica: Harry Warren) – Registrato il 15 febbraio 1954 al Capitol Studios, Los Angeles, California
6. The Thrill Is Gone – 2:45 (testo: Lew Brown – musica: Ray Henderson) – Registrato il 3 ottobre 1953 al Radio Recorders, Los Angeles, California
7. But Not for Me – 3:03 (testo: Ira Gershwin – musica: George Gershwin) – Registrato il 15 febbraio 1954 al Capitol Studios, Los Angeles, California

Lato B
1. Band Aid – 2:44 (musica: Russ Freeman) – Registrato il 3 ottobre 1953 al Radio Recorders, Los Angeles, California
2. The Lamp Is Low – 2:31 (testo: Mitchell Parish – musica: Peter DeRose, Bert Shefter) – Registrato il 27 luglio 1953 a Los Angeles, California
3. Carson City Stage – 2:36 (musica: Carson Smith) – Registrato il 29-30 luglio 1953 a Los Angeles, California
4. Long Ago and Far Away – 2:26 (testo: Ira Gershwin – musica: Jerome Kern) – Registrato il 29-30 luglio 1953 a Los Angeles, California
5. Easy to Love – 2:27 (Cole Porter) – Registrato il 29-30 luglio 1953 a Los Angeles, California
6. Winter Wonderland – 2:27 (testo: Richard Bernhard Smith – musica: Felix Bernard) – Registrato il 27 ottobre 1953 a Los Angeles, California
7. Batter Up – 2:51 (musica: Russ Freeman) – Registrato il 29-30 luglio 1953 a Los Angeles, California

- In alcune ristampe il brano The Lamp Is Low reca il titolo Pavane
- Durata brani (non accreditati sull'album originale) ricavati dalla ristampa giapponese del 1991, pubblicata dalla World Pacific Records (PJ 1249)

## Musicisti
Look for the Silver Lining / Time After Time / My Funny Valentine / But Not for Me
- Chet Baker – tromba
- Russ Freeman – pianoforte
- Carson Smith – contrabbasso
- Bob Neel – batteria
- Bill Perkins – sassofono tenore (sovraincisione)

Trav'lin' Light
- Chet Baker – voce, tromba
- Dave Wheat – chitarra
- Russ Savakus – contrabbasso

There Will Never Be Another You
- Chet Baker – tromba
- Russ Freeman – pianoforte
- Carson Smith – contrabbasso
- Bob Neel – batteria
- Jimmy Giuffre – clarinetto (sovraincisione)

The Thrill Is Gone / Band Aid
- Chet Baker – tromba
- Russ Freeman – pianoforte
- Carson Smith – contrabbasso
- Larry Bunker – batteria

The Lamp Is Low
- Chet Baker – tromba
- Russ Freeman – pianoforte
- Bob Whitlock – contrabbasso
- Bobby White – batteria

Carson City Stage / Long Ago and Far Away / Easy to Love / Batter Up
- Chet Baker – tromba
- Russ Freeman – pianoforte
- Carson Smith – contrabbasso
- Larry Bunker – batteria

Winter Wonderland
- Chet Baker – tromba
- Russ Freeman – pianoforte
- Joe Mondragon – contrabbasso
- Shelly Manne – batteria[3]

Note aggiuntive
- Richard Bock – produttore
- Bill Rostler – foto copertina frontale e design album originale
- Ray Avery e William Claxton – foto retrocopertina album originale[4]